# Cooperativa Lechera SAM
La Cooperativa Lechera SAM, acrónimo de Sindicatos Agrarios Montañeses, fue una empresa láctea española que operó en la zona de Cantabria durante gran parte del siglo XX. En su época se hizo conocida por algunos de los productos que elaboraba, como la leche en polvo o la leche condensada.

## Historia
Nacida en 1931 de la mano de la Federación Montañesa Católico-Agraria (FMCA) de Santander, en poco tiempo la cooperativa SAM adquirió un papel preponderante en el sector lechero español. Su centro de producción se estableció en Renedo de Piélagos, que empezó a funcionar en 1932. En el momento de su creación, SAM tenía un capital social de 3,7 millones de pesetas y contaba con más de 3000 proveedores de leche asociados. Además de su factoría de Renedo, posteriormente también contaría con otra planta de producción en Cóbreces. SAM destacó por sus innovaciones en el ámbito lácteo: introdujo en el mercado español la leche pasteurizada en envase perdido, los refrescos de leche con cacao, la leche en polvo, las leches maternizadas o la leche condensada.
Durante la década de 1950 la empresa atravesó una cierta edad de oro en su negocio. En 1977 la empresa se integró en el estatal Instituto Nacional de Industria (INI), pasando a formar parte de La Lactaria Española. En 1996, el grupo vasco Iparlat adquirió las instalaciones de la SAM en Renedo y las incorporó a su propio grupo empresarial, rebautizándolas como Andía Lácteos. Desde enero de 2007, la cooperativa SAM está integrada en AgroCantabria junto con otras cuatro empresas cántabras del mismo sector.